# Richard Biegel
Richard Biegel (* 4. prosince 1975 Praha) je historik umění, zaměřený na památkovou péči, architekturu a urbanismus. Je vysokoškolským pedagogem a ředitelem Ústavu pro dějiny umění při Filosofické fakultě Univerzity Karlovy. Od roku 2013 je místopředsedou Klubu Za starou Prahu, V roce 2021 byl zvolen předsedou klubu.

## Život
V roce 1994 maturoval na Akademickém gymnasiu v Praze, v letech 1996–2003 absolvoval magisterské studium oboru Dějiny umění na Filosofické fakultě University Karlovy v Praze a obhájil diplomovou práci Architekt Anselmo Lurago (1702–1765). Následovalo doktorské studium a v roce 2008 obhájení doktorské práce na téma „Mezi barokem a klasicismem – tendence a vlivy v české architektuře 1715–1790“. Znalosti si doplnil také zahraničními studijními pobyty na Pařížské univerzitě (2004/2005), na Vídeňské universitě (2006) a při badatelském pobytu v Římě (2010).
Od roku 1995 publikuje v odborném tisku, jeho tématy jsou především barokní i moderní architektura a aktuální problémy památkové péče. Od roku 1999 se zabývá stavebně-historickými a umělecko-historickými průzkumy historických i novodobých staveb (mj. zámek v Bečvárech, kostel sv. Václava ve Veliši, Národní zemědělské museum).
Od roku 1996 se věnuje aktivní činnosti v Klubu Za starou Prahu, od roku 2013 do roku 2020 zastával funkci místopředsedy, poté funkci předsedy. Je členem Českého národního komitétu ICOMOS (International Council on Monuments and Sites, Mezinárodní rada pro památky a sídla) a členem architektonické iniciativy Letná sobě!
Podílel se také autorsky na více než desítce výstav a expozic a je aktivním účastníkem tuzemských i mezinárodních konferencí věnovaných historické architektuře či památkové péči.
V roce 2021 obhájil habilitační práci „Město v bouři. Urbanismus a architektura historického centra Prahy 1830–1970“ a byl jmenován docentem pro obor Dějiny umění.

### Pracovní kariéra
- v letech 1994–1997 pracoval jako archivář na Útvaru rozvoje hlavního města Prahy (původně do r. 1994 Útvar hlavního architekta)
- v letech 1999–2006 byl odborným pracovníkem v oddělení dokumentace Územního odborného pracoviště středních Čech Národního památkového ústavu
- od 2006 působí v Ústavu pro dějiny umění Filosofické fakulty University Karlovy a od roku 2014 je jeho ředitelem
- od 2010 je také pedagogem na Akademii výtvarných umění v Praze
- v letech 2013–2014 působil jako externí pedagog na ARCHIP (Architectural Institute in Prague)

## Publikační činnost (výběr)
- Architektura mezi rakouskými a českými zeměmi – osm století vzájemného dialogu. In: Stehlík, M. – Karner, S., Česko. Rakousko. Rozděleni, odloučeni, spojeni, Schallaburg/Jihlava 2009, s. 348–353, ISBN 978-80-86382-27-2
- Architektura doby Karla Škréty – úvodní text a katalogová hesla XIII.1–XIII.6, XIII.8. In: Lenka Stolárová – Vít Vlnas (eds.), Karel Škréta 1610–1674, doba a dílo, katalog výstavy Národní galerie, Praha 2010, ISBN 978-80-7035-459-9
- Od Národního divadla k Nové scéně – plány, projekty a realizace z let 1918–1983. In: Biegel, R. – Sedláková, R., Nová scéna Národního divadla, Praha 2010, s. 5–88, ISBN 978-80-7258-346-1
- Mezi barokem a klasicismem, Proměny architektury v Čechách a v Evropě druhé poloviny 18. století. Praha 2012, ISBN 9788024621937
- Kilián Ignác Dientzenhofer a architektura chrámu Nanebevzetí Panny Marie v Přešticích. In: Michaela Ottová (ed.), Divotvůrkyně Přeštická: 300 let obrazu a poutí,  České Budějovice 2012, s. 161–170, ISBN 9788087082256
- Bonifác Wolmut a dialog renesance s gotikou v české architektuře 16. století. In: Taťána Petrasová – Marie Klatovská (eds.), Tvary – formy – ideje, Praha 2013, s.17–29, ISBN 9788086890470
- Ústí nad Labem: Rozporuplný osud gotického města. In: Aleš Mudra – Michaela Ottová (eds.), Trans montes : Podoby středověkého umění v severozápadních Čechách, Praha 2014, s. 255–269, ISBN 978-80-7308-537-7
- Barokní architektura v Čechách (s Petrem Mackem, eds. J. Bachtík). Praha 2015, ISBN 978-80-246-2736-6
- Město v bouři: Urbanismus a architektura historického centra Prahy 1830–1970. Praha 2022, ISBN 978-80-246-5289-4[7]

## Práce pro rozhlas
- 2012 Pražská nádraží, seriál o pražských nádražích, epizoda pořadu Mozaika Českého rozhlasu Vltava.[8]